# Système Péchot
Pour les articles homonymes, voir Péchot.

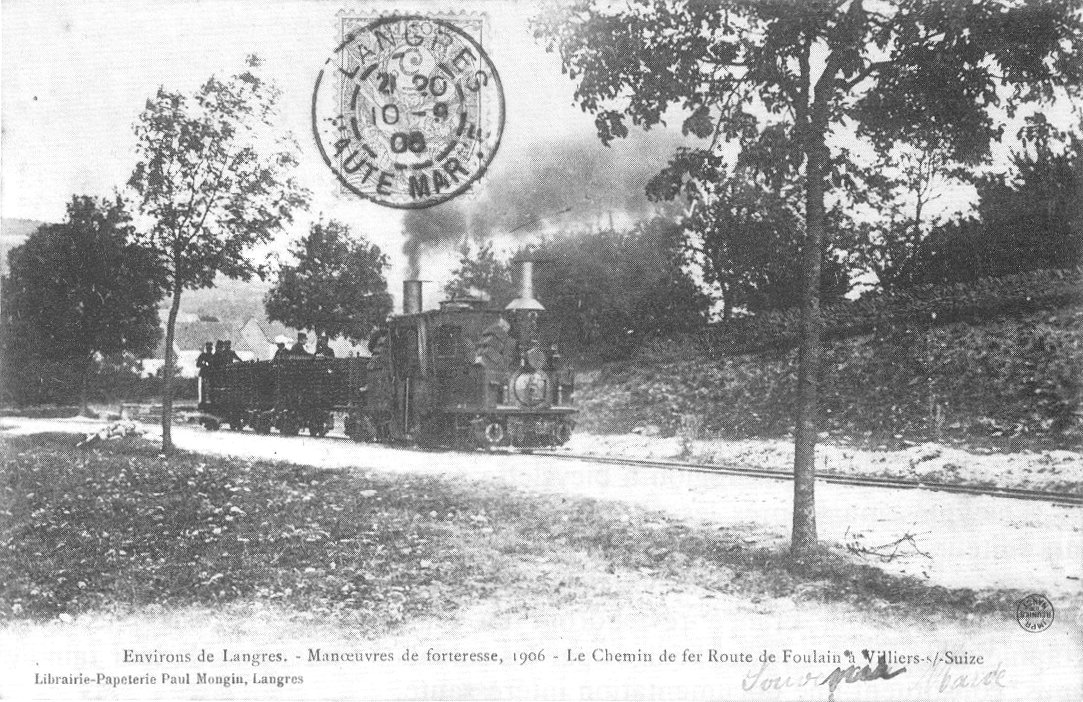
Rame tractée par une locomotive Péchot-Bourdon près de Langres

Le système Péchot, du nom du colonel Péchot de l'armée de terre française qui fut à son origine, est un ensemble de voies ferrées et de matériel roulant de campagne. L'ingénieur Charles Bourdon (de) étudia la locomotive et de nombreux aspects techniques.
Mis au point en collaboration avec la société Decauville en 1888, il fut très largement utilisé lors de la Première Guerre mondiale. Certains aspects en furent repris lors de l'établissement de la Ligne Maginot.

## Principe
Après la déroute de la guerre franco-allemande de 1870, il apparaît qu'un moyen de transport adapté doit être choisi par l'armée française pour le transport des matériels en masse. Plusieurs solutions sont étudiées, dont la voie de 60 cm et la voie métrique. La première solution fut adoptée. Le projet aboutit en 1888 à un système ferroviaire complet de voies et matériels adaptés aux transports en temps de guerre. La voie de 60 cm fut testée, notamment à Langres, en 1906.
Ce système fut un outil stratégique primordial lors de la Première Guerre mondiale. L'adaptation militaire du système Decauville fut effectuée par le commandant Péchot à la batterie de Bouvron près de Toul.
Le matériel le plus fréquemment rencontré est la locomotive Péchot-Bourdon, la plateforme d'artillerie Péchot mle 1888, différents types de wagons (citerne, couvert) et des wagons artillerie que l'on appelle affût truck, portant sur un affût spécial, un canon de 120 long ou un canon de 155 court.
Decauville fournit beaucoup de matériel. Dans certains forts, on trouve des plaques tournantes marquées Decauville (certains forts possédant une voie étroite à l'intérieur des galeries pour le transport de munitions, des plaques tournantes ont été placées dans les angles des galeries afin de faire pivoter le wagonnet).

## Voies
L'écartement des rails est de 60 cm. Les rails, à partir de 9,5 kg/m, en tronçons de 5 m, 2,5 m et 1,25 m reposaient sur des traverses spécialement étudiées en acier embouti,,. Les tronçons de 5 m de voie étaient prévus pour être déplacés par 4 hommes. La charge admissible est de 3,5 t par essieu. Quelques sections à fort trafic ont été posées en rail lourd sur traverses bois.
Les aiguillages sont de 20 m et 30 m de rayon.
Il existe deux types de plaques tournantes :
- 1,30 m capable de porter 9 t ;
- 1,70 m pour 12 t de charge.

À ces équipements s'ajoutent des dérailleurs tournants.

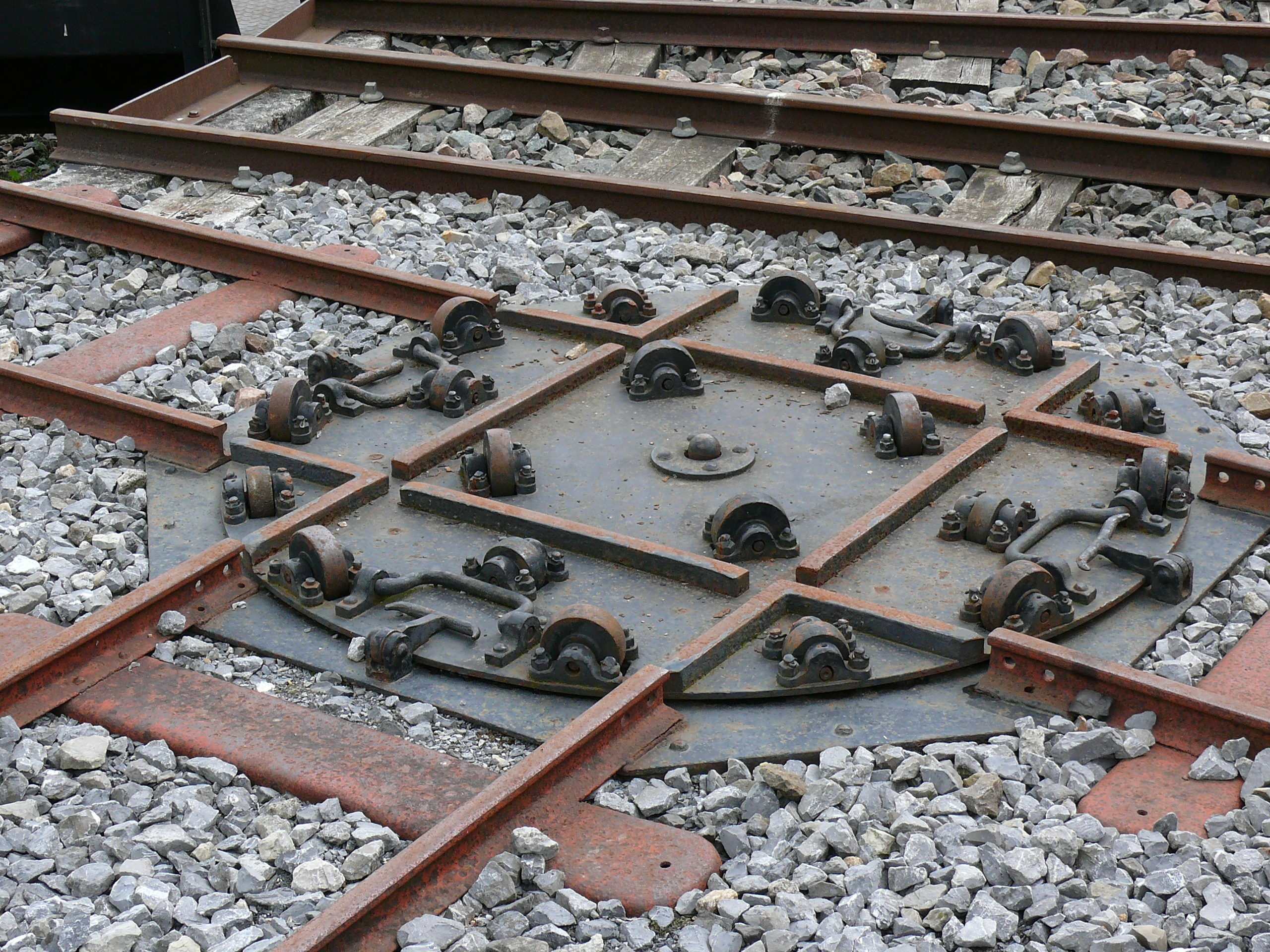
Plaque tournante du système Péchot du Chemin de fer Froissy-Dompierre.
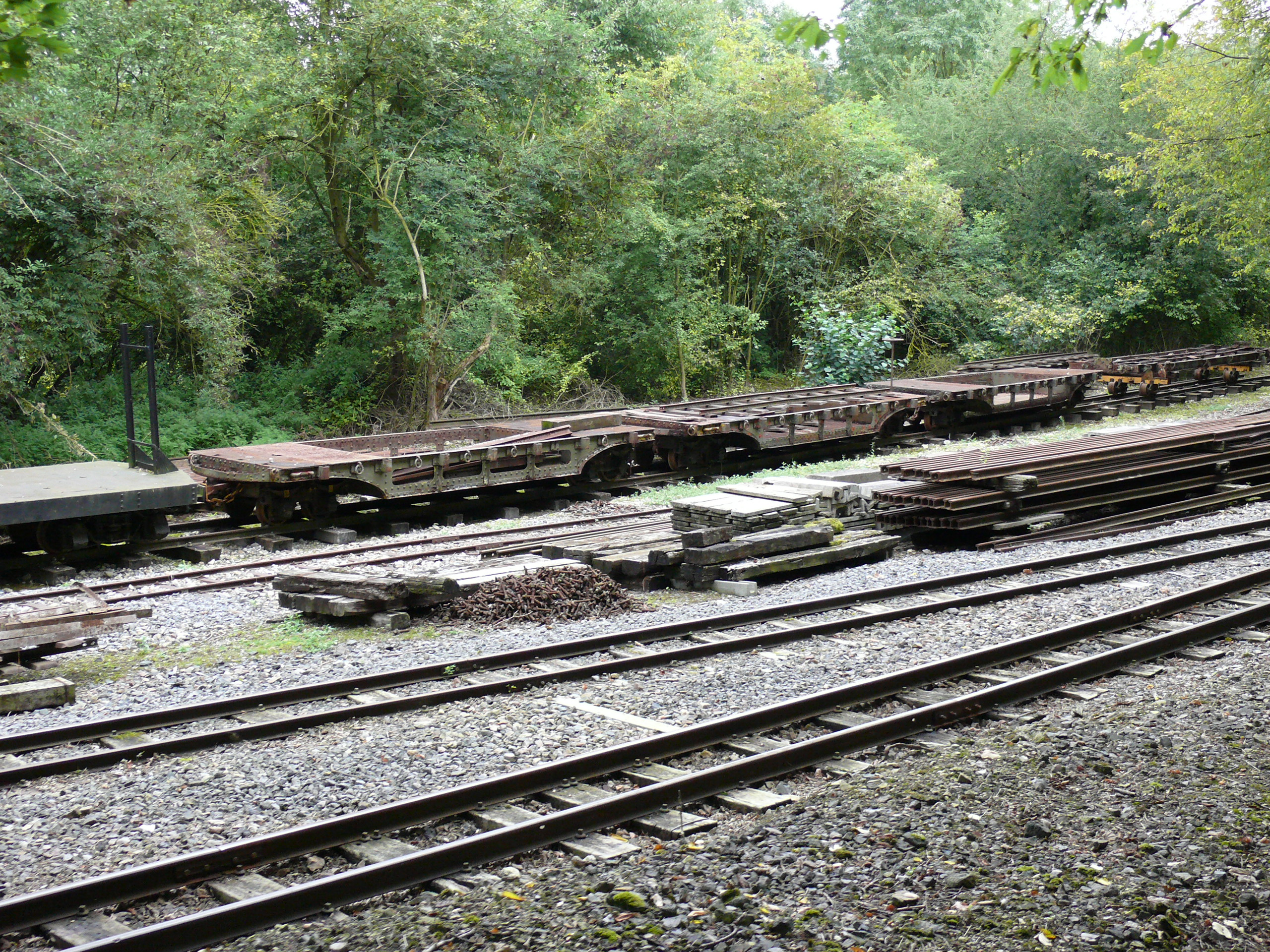
Wagons plates-formes, voies et rails Péchot au Chemin de fer Froissy-Dompierre.

## Matériel roulant

### Locomotives

#### Locomotive Péchot-Bourdon
Cette locomotive à vapeur devait être celle de référence. Elle est de type double Fairlie (020+020), avec un centre de gravité très bas. Cette machine comporte une chaudière double à foyer central, et donc deux cheminées, ce qui n'était pas pratique près du front : les artilleurs ennemis avaient une cible parfaitement localisée. Par contre, les avantages sont nombreux. Comme la chaudière repose sur deux trucks articulés à deux essieux chacun et comme ces derniers sont très faiblement écartés, l’empattement rigide est réduit au minimum. Cette disposition permet donc un passage facile dans les courbes de 20 m de rayon. Le mécanicien et le chauffeur prennent place de part et d’autre de la chaudière,,.
Un grand nombre de locomotives Péchot-Bourdon ont été construites en France par les firmes Franco-Belge (prototype), Fives Lille et Cail en 1890. En 1914, l'armée française dispose de 61 locomotives de type Péchot-Bourdon.
En 1914 et 1916, devant la nécessité de disposer d'engins pour l'artillerie, le ministère de la Guerre passa plusieurs commandes pour un total de 295 engins réparties entre les firmes Baldwin aux États-Unis (280 locomotives)  et North British Locomotives de Glasgow en Écosse (15 machines).
Du fait des différences de systèmes d'unité de l'outillage de construction, les locomotives se révélèrent particulièrement compliquées à entretenir, les pièces devant quasiment être réalisées au cas par cas.
Au total, 356 engins auraient été construits. À l'heure actuelle, seulement deux machines sont préservées à l'étranger, une en Allemagne et une autre en Serbie, ce qui peut s'expliquer étant donné la particularité des machines, n'encourageant pas les industriels de l'époque à s'en resservir.
Les Allemands disposaient eux aussi de locomotives doubles, appelées Zwillings Loks (de) (locomotives jumelles), composées de deux locomotives 030 accouplées dos à dos. Construites par plusieurs grands constructeurs allemands, elles furent livrées aux chemins de fer de campagne allemands.

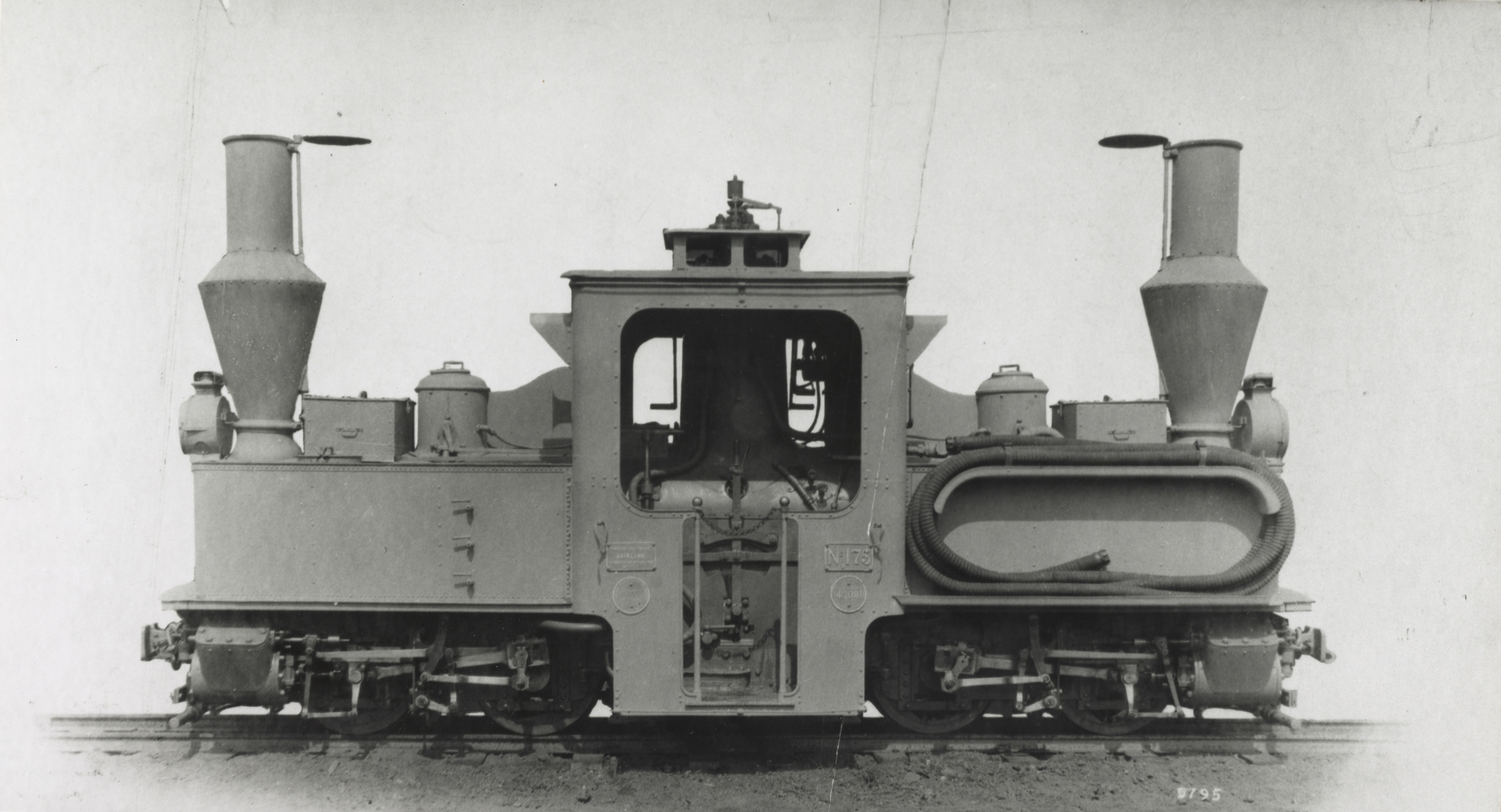
La locomotive Péchot-Bourdon no 175 construite par Baldwin à Philadelphie aux États-Unis en 1916.
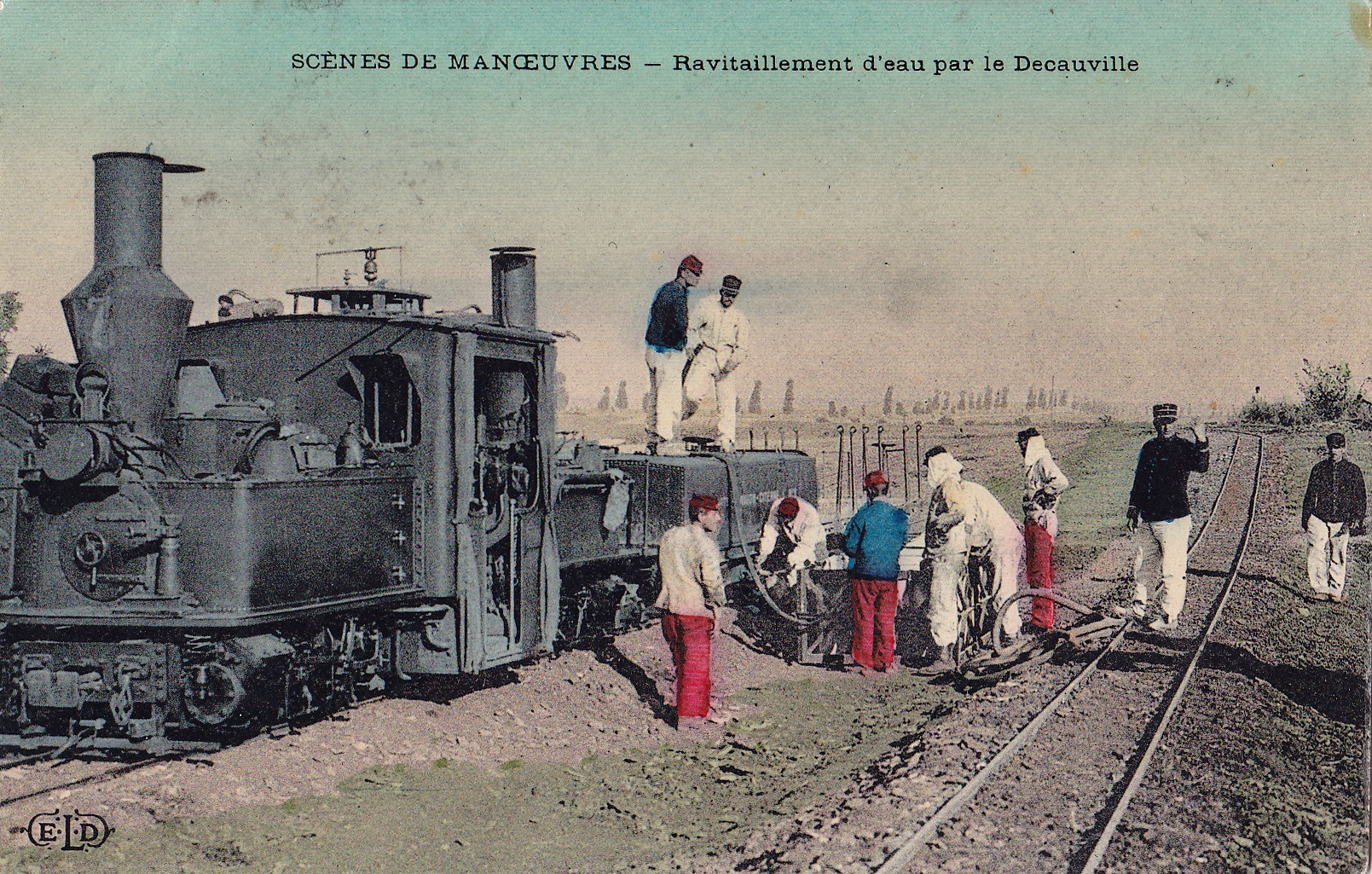
Ravitaillement en eau d'une locomotive Péchot-Bourdon pendant des manœuvres avant la Première Guerre mondiale.

### Matériel remorqué
Tous les wagons du système Péchot reposent sur le principe des trucks. Ce sont des bogies, tout à fait particuliers, très bien étudiés et comportant un système de balanciers compensateurs. Il en existe trois types : à 2, 3 ou 4 essieux. Chaque bogie peut être associé par paires, ces mêmes paires pouvant être regroupées par deux pour le transport de charges pouvant atteindre 48 tonnes.
Les wagons étaient, en fait, des bogies équipés différemment. On trouvait ainsi des plateformes et des citernes à poser sur deux bogies et des fourches, sur un seul bogie.
En ce qui concerne les citernes, il en existait deux types : parallélépipédiques et cylindriques. Seuls deux exemplaires du premier modèle ont survécu. L'une est au Tacot des Lacs, l'autre au fort de Villey-le-Sec.
Le matériel à usage militaire le plus fréquemment rencontré est la plateforme d'artillerie Péchot modèle 1888, différents types de wagons (citerne, couvert) et, chose intéressante, des wagons artillerie que l'on appelle affût truck, portant sur un affût spécial, un canon de 120 long ou un canon de 155 court.

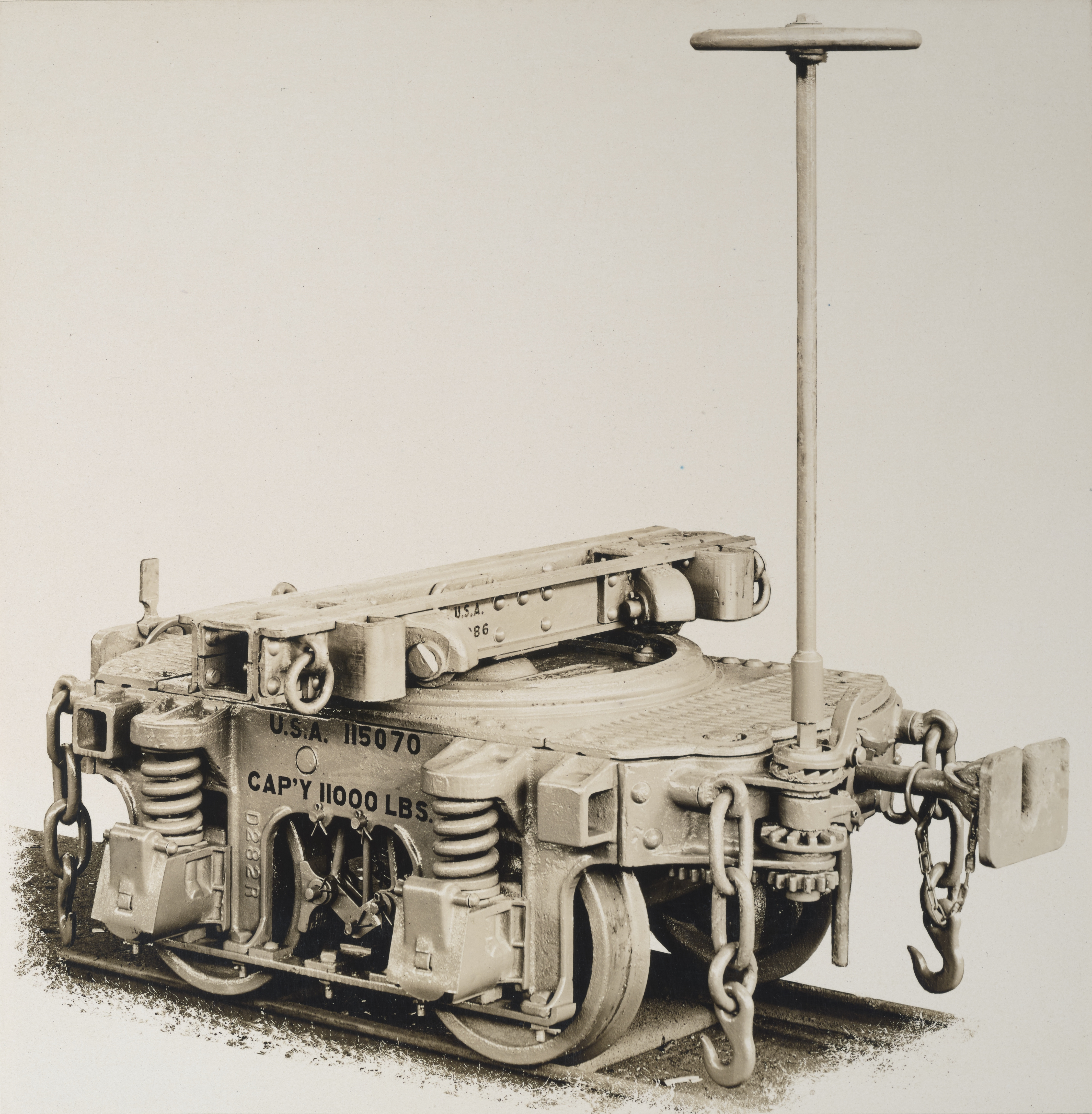
Un bogie Péchot fabriqué aux États-Unis.
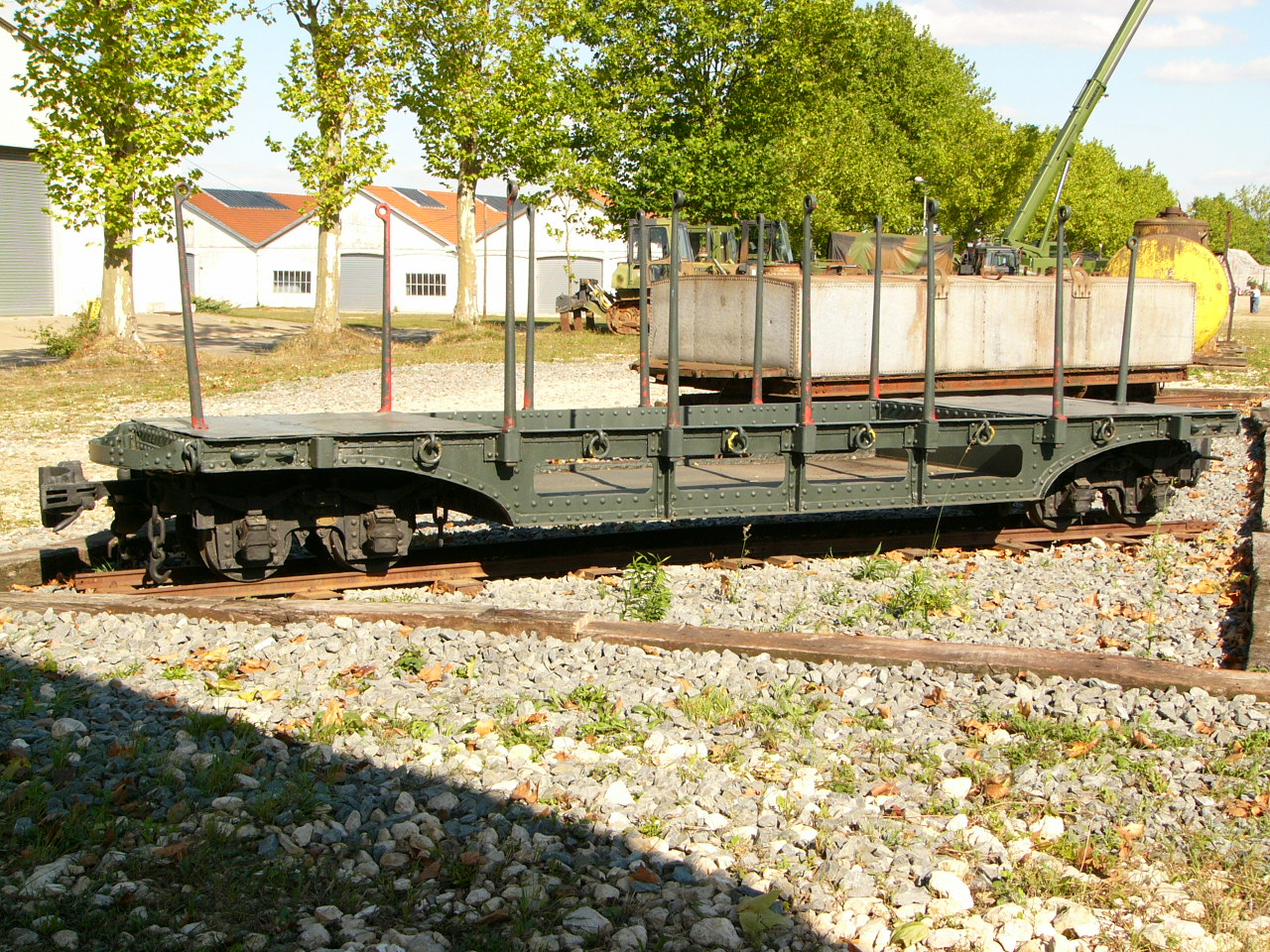
Wagon plate-forme du système Péchot.
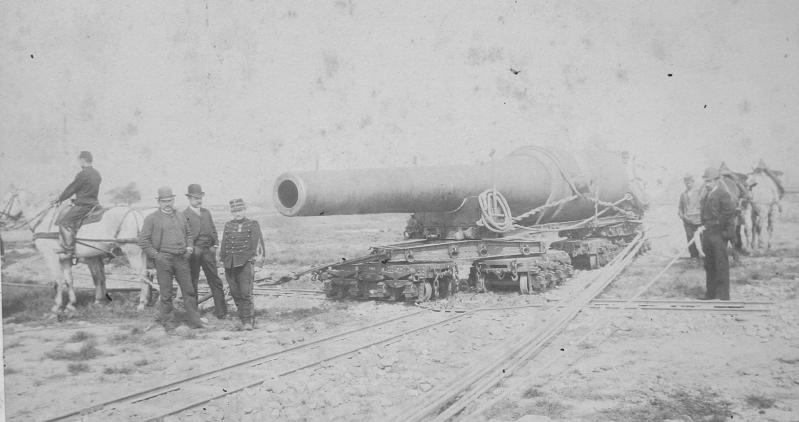
Système de 4 wagons à 4 essieux portant un canon de 320 mm sur une plaque tournante de 1m,70.

## Vestiges et matériels préservés
Deux locomotives Péchot-Bourdon sont préservées, l'une en Allemagne au Musée des chemins de fer de campagne de Francfort (de) et l'autre au musée ferroviaire de Pozega en Serbie.
Les réseaux des forts de Villey le Sec et d'Uxegney présentent des réseaux Péchot quasiment complets : voies dans et autour du fort, wagons de divers modèles. Ces ensembles préservés dépassent largement le simple cadre ferroviaire.
Le chemin de fer Froissy-Dompierre long de 7 km préserve une nombreuse collection de plates-formes Péchot, ainsi que des éléments de voie. Du matériel allemand, anglais, américain et français est également rassemblé sur ce réseau qui a été en partie installé lors de la Première Guerre mondiale.
Le Tacot des Lacs rassemble une rame constituée des 3 modèles de wagons du système Péchot, dont une citerne. Une rame de matériel de chacun des autres protagonistes de la grande guerre (Allemagne, États-Unis) est d'ailleurs préservée par ce réseau.
L'ARFUPE a reconstruit une partie des installations en voie de 0.60 du fort d'Uxegney.
Bien d'autres matériels sont conservés sur divers réseaux touristiques et sites fortifiés, les wagonnets ayant été très appréciés dans leur vie civile, beaucoup sont parvenus jusqu'à nous.

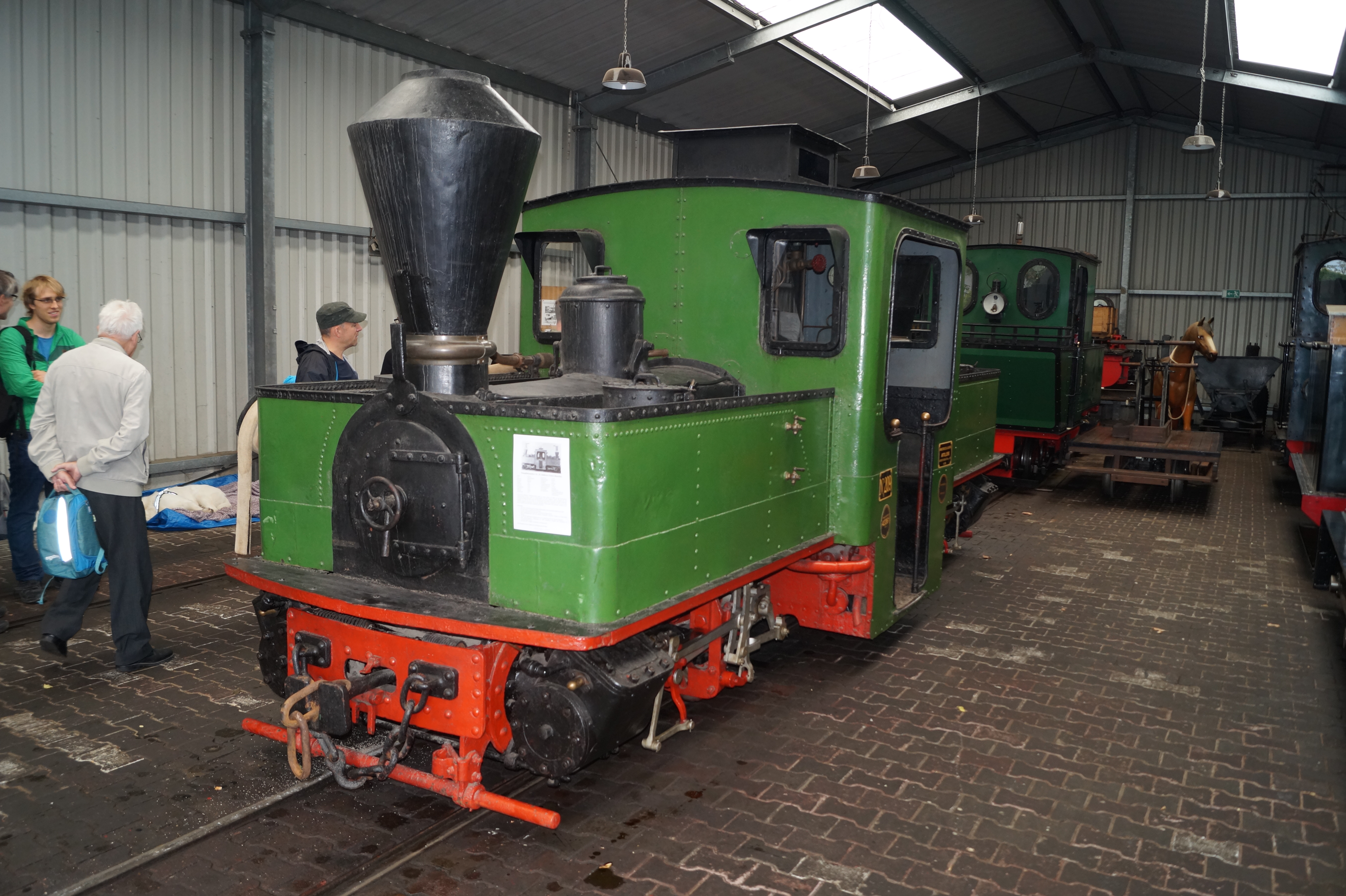
La locomotive Péchot (Baldwin) préservée au Frankfurter Feldbahnmuseum.
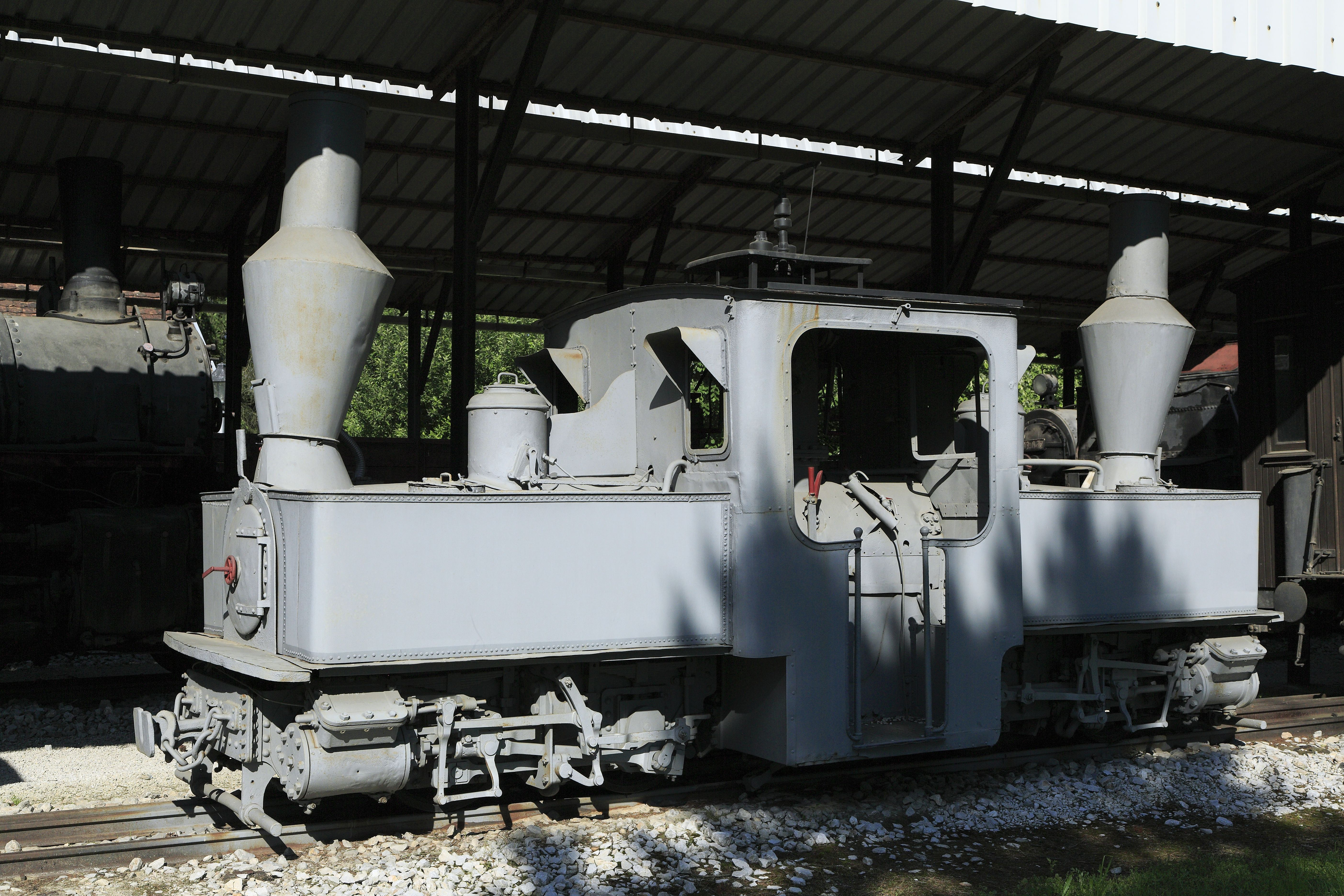
La locomotive Péchot préservée à Požega (Serbie).
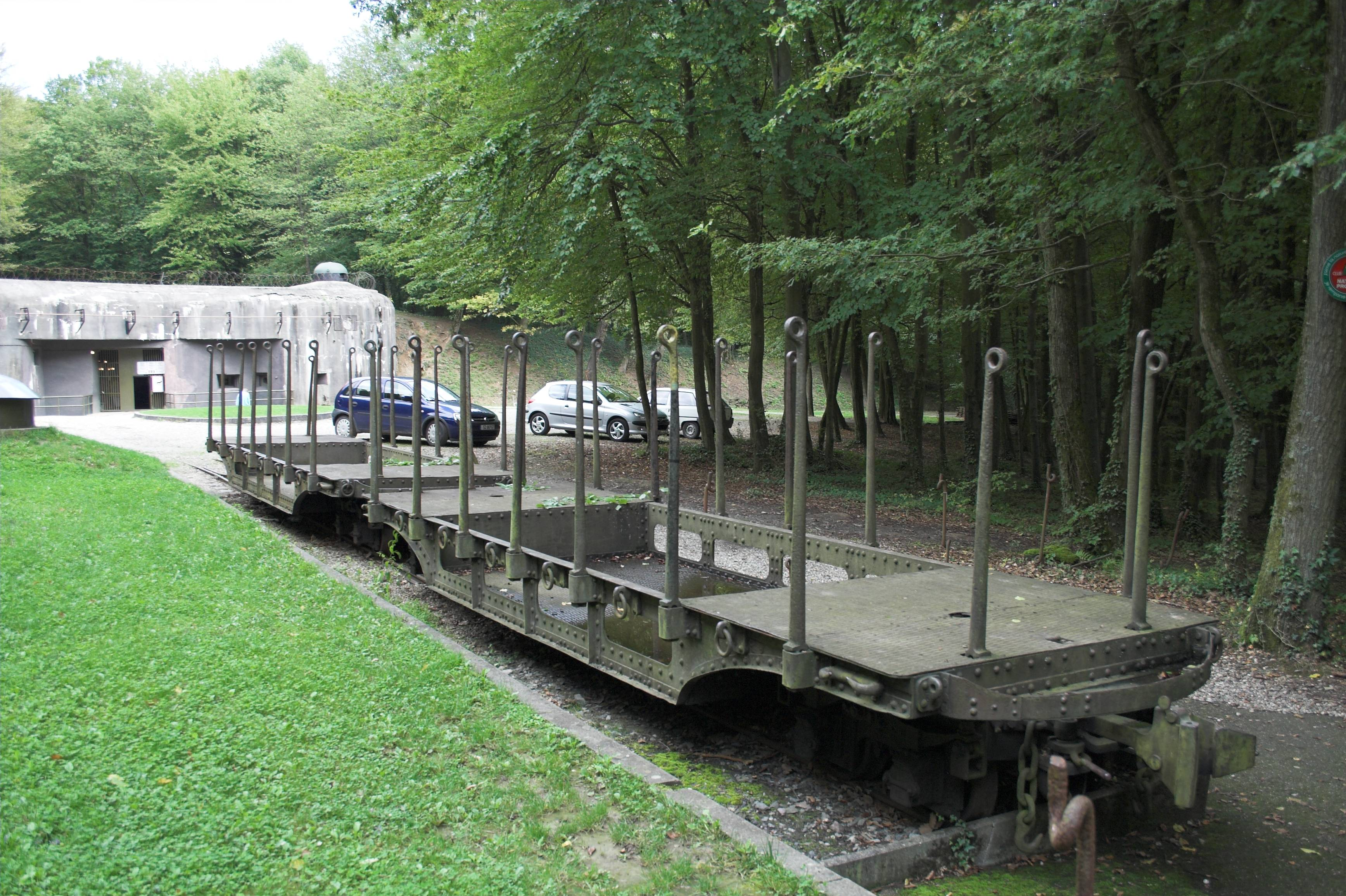
Wagons plate-forme du système Péchot préservés au fort de Schœnenbourg.